# Deposizione di Cristo nel sepolcro (Lotto)
La Deposizione di Cristo nel sepolcro è un dipinto a olio su tavola (51x97 cm) di Lorenzo Lotto, databile al 1513-1516 e conservato nella pinacoteca dell'Accademia Carrara di Bergamo. Originariamente era una delle tre predelle del grande dipinto Pala Martinengo collocato come pala d'altare della chiesa dei Santi Bartolomeo e Stefano.

## Storia
La grande tavola di Lorenzo Lotto, fu commissionata all'artista veneziano da Alessandro Martinengo Colleoni, di cui prenderà il nome, per i domenicani della chiesa di Santo Stefano di cui godeva di giuspatronato. Quando la chiesa e il monastero furono distrutti per l'edificazione delle mura veneziane nel 1561, la pala che era correlata da tre predelle: San Domenico resuscita Napoleone Orsini, la Deposizione di Cristo nel sepolcro posto al centro e la Lapidazione di santo Stefano, fu spostata e ricollocata solo tempo dopo nella chiesa di San Bartolomeo e Stefano, ma non le predelle e la cimasa: Angelo con scettro e globo.
La predella, seguì poi una storia piuttosto complessa, fu rubata nel 1650 venendo poi restituita e conservata nella sagrestia dove però nel 1749 fu divisa dalle altre venendo distrutta la grande ancona che le univa, solo nel 1891 fu venduta alla pinacoteca dell'Accademia Carrara. É conservata nella pinacoteca dell'Accademia Carrara.

## Descrizione
Il Lotto ci descrive una scena drammatica con dovizia di particolari. Cristo ormai deposto dalla croce, viene calato nel sepolcro dove, in primo piano, sono appoggiati gli strumenti del martirio. La centralità della scena non è Cristo, posto piuttosto in ombra, ma un uomo raffigurato di spalle che colloca il corpo inerme nella tomba aiutandosi ponendo il proprio piede all'interno del sepolcro, ci ricorda la Deposizione caravaggesca ma che sarà dipinta quasi un secolo dopo. L'uomo indossa una pellanda arancione legata in vita da una fusciacca bianca, sotto la veste indossa una camicia bianca e sul capo un grande turbante. Ai piedi del sepolcro un altro uomo regge e lentamente cala con fatica il lenzuolo che accoglie il corpo del morto, indossa una giornea coperta da un mantello azzurro legato al collo, ai piedi porta sandali di cuoio. 
Centrale la Madonna svenuta e sorretta da una donna e con il volto coperto da un vescapo blu, che le copre la veste rossa, la madre sostiene con la propria mano quella del figlio, ed entrambe sono sorrette da una donna che mantiene la sua attenzione sulla Vergine. Giuseppe di Arimatea sostiene il corpo e lo poggia nel sepolcro, gli accarezza il torace, la luce del giorno cade sulla sua calvizia, creando ombre tutto intorno. Le immagini sono un crescendo di emozioni. In primo piano a destra Maria Maddalena prostrata che con i cappelli accarezza la mano abbandonata del martire, eppure i suoi abiti sono un tripudio di colore, sotto la veste rossa compare il bustino giallo e gli sbuffi di ampie maniche bianche.
La predella si collega alla tela Martinengo, come se fosse il suo prosieguo, dal grande tappeto marrone posto ai piedi del trono superiore unendosi al paesaggio collinare dalle tinte marroni rossastre. Il giubilo della pala superiore doveva portare però alla riflessione dei fedeli rappresentando una scena dalla reale drammaticità, la morte collegata al divino, il bene dell'uomo e il suo male, attraverso il mistero della passione e poi della redenzione.
La recente esperienza romana dell'artista con l'incontro dell'arte di Raffaello e con l'arte tedesca traspare nella predella, ma si intravede anche la capacità dell'artista di creare una propria personalissima identificazione artistica.